# UFC 125
UFC 125: Resolution è stato un evento di arti marziali miste tenuto dalla Ultimate Fighting Championship l'ottobre 2011 alla MGM Grand Garden Arena a Las Vegas, Nevada, Stati Uniti d'America.

## Background
L'UFC pensò a un certo punto di programmare il rematch di UFC 117 tra Anderson Silva e Chael Sonnen per la cintura dei pesi medi durante questo evento.
Il 6 ottobre 2010, Shane Carwin dovette rinunciare al suo match contro Roy Nelson a causa di un infortunio che richiese un intervento chirurgico. Anche Nelson fu tolto dalla card.
Il 28 ottobre 2010, il presidente UFC Dana White che la World Extreme Cagefighting (WEC) si sarebbe fusa con l'UFC e che il WEC Featherweight Champion José Aldo sarebbe stato promosso a UFC Featherweight Champion. Josh Grispi tu tolto dal suo match programmato a WEC 52 contro Erik Koch per sfidare Aldo per il Featherweight title durante questo evento. In seguito, Aldo fu costretto a rinunciare a causa di un infortunio. Grispi rimase nella card combattendo Dustin Poirier.
Un incontro di pesi leggeri tra Cole Miller e Matt Wiman, che avrebbe originariamente svolgere a questo evento, fu spostato a UFC: Fight For The Troops 2.
Il WEC Lightweight Champion Anthony Pettis avrebbe dovuto affrontare il vincitore del main event ma l'incontro terminò con un pareggio. Il manager di Pettis in seguito disse che non avrebbero atteso il risultato di un terzo incontro. Invece, organizzarono un match contro Clay Guida alla finale di TUF 13 a giugno, dove Pettis perse per decisione unanime.

### Card preliminare
- Incontro categoria Pesi Leggeri:  Jacob Volkmann contro  Antonio McKee

Volkmann sconfisse McKee per decisione divisa (29–28, 29–28, 28–29).
- Incontro categoria Pesi Welter:  Daniel Roberts contro  Greg Soto

Roberts sconfisse Soto per sottomissione (kimura) a 3:45 del primo round.
- Incontro categoria Pesi Piuma:  Mike Brown contro  Diego Nunes

Nunes sconfisse Brown per decisione divisa (29–28, 29–28, 28–29).
- Incontro categoria Pesi Medi:  Phil Baroni contro  Brad Tavares

Tavares sconfisse Baroni per KO (ginocchiate e pugni) a 4:20 del primo round.
- Incontro categoria Pesi Piuma:  Josh Grispi contro  Dustin Poirier

Poirier sconfisse Grispi per decisione unanime (30–27, 30–27, 30–27).
- Incontro categoria Pesi Leggeri:  Marcus Davis contro  Jeremy Stephens

Stephens sconfisse Davis per KO (pugno) a 2:33 del terzo round.

### Card principale
- Incontro categoria Pesi Leggeri:  Clay Guida contro  Takanori Gomi

Guida sconfisse Gomi per sottomissione (strangolamento a ghigliottina) a 4:27 del secondo round.
- Incontro categoria Pesi Welter:  Nate Diaz contro  Kim Dong-Hyun

Kim sconfisse Diaz per decisione unanime (29–28, 29–28, 29–28).
- Incontro categoria Pesi Mediomassimi:  Brandon Vera contro  Thiago Silva

Silva sconfisse Vera per decisione unanime (30–26, 30–27, 30–27). Silva falsificò il suo campione di urine durante i controlli post combattimento. La Commissione Atletica del Nevada dichiarò il match un no contest.
- Incontro categoria Pesi Medi:  Chris Leben contro  Brian Stann

Stann sconfisse Leben per KO Tecnico (ginocchiata e pugni) a 3:37 del primo round.
- Incontro per il titolo dei Pesi Leggeri:  Frankie Edgar (c) contro  Gray Maynard

Edgar e Maynard pareggiarono (46–48, 48–46, 47–47).

## Premi
Ai vincitori sono stati assegnati 60.000$ per i seguenti premi:
- Fight of the Night:  Frankie Edgar contro  Gray Maynard
- Knockout of the Night:  Jeremy Stephens
- Submission of the Night:  Clay Guida

## Musiche d'ingresso
| Fighter        | Artista                                                | Titolo                                         | Album                             |
| -------------- | ------------------------------------------------------ | ---------------------------------------------- | --------------------------------- |
| Antonio McKee  | The Black Eyed Peas                                    | "I Gotta Feeling"                              | The E.N.D. (Energy Never Dies)    |
| Brad Tavares   | Lil Wayne                                              | "Right Above It"                               | I Am Not A Human Being            |
| Brandon Vera   | Kanye West                                             | "Runaway"                                      | My Beautiful Dark Twisted Fantasy |
| Brian Stann    | Five Finger Death Punch                                | "Hard to See"                                  | War is the Answer                 |
| Chris Leben    | Red Hot Chili Peppers                                  | "Love Rollercoaster"                           | Beavis & Butt-Head Do America OST |
| Clay Guida     | Foo Fighters                                           | "My Hero"                                      | The Colour and the Shape          |
| Daniel Roberts | Ennio Morricone                                        | "Death Rides A Horse"                          | Death Rides A Horse OST           |
| Diego Nunes    | Braille                                                | "Blessed Man"                                  | IV Edition                        |
| Dong Hyun Kim  | Yasuharu Takanashi                                     | "Pride'"                                       | ???                               |
| Dustin Poirier | Lil Wayne (feat. Eminem)                               | "Drop the World"                               | Rebirth                           |
| Frankie Edgar  | The Notorious B.I.G.                                   | Kick in the Door                               | Life After Death                  |
| Gray Maynard   | Young Jeezy                                            | "Lose My Mind"                                 | TM 103                            |
| Greg Soto      | Puff Daddy (feat. The Notorious B.I.G. & Busta Rhymes) | "Victory"                                      | No Way Out                        |
| Jacob Volkmann | AC/DC                                                  | "T.N.T."                                       | TNT                               |
| Josh Grispi    | Chiddy Bang                                            | "Opposite of Adults"                           | The Swelly Express                |
| Marcus Davis   | Tomoyasu Hotei                                         | "Battle Without Honor or Humanity"             | Electric Samurai                  |
| Mike Brown     | Lynyrd Skynyrd                                         | "Simple Man"                                   | Pronounced 'lĕh-'nérd 'skin-'nérd |
| Nate Diaz      | 2Pac                                                   | "Ballad of a Dead Soulja"                      | Until the End of Time             |
| Phil Baroni    | George Thorogood & the Destroyers                      | "Bad To The Bone"                              | Goin' South                       |
| Takanori Gomi  | The Mad Capsule Markets                                | "Scary: Delete Streamin' Freq. from Fear Side" | Cistm Konfliqt...                 |
| Thiago Silva   | Sepultura                                              | "Ratamahatta"                                  | Roots                             |